# Banca centrale delle Isole Salomone
La banca centrale delle Isole Salomone è la banca centrale dello stato oceanico delle Isole Salomone.
Le monete e le banconote ufficiali che stampano e coniano è il dollaro delle Salomone.